# Stizocera fragilis
Stizocera fragilis là một loài bọ cánh cứng trong họ Cerambycidae.